# Cucina catanese

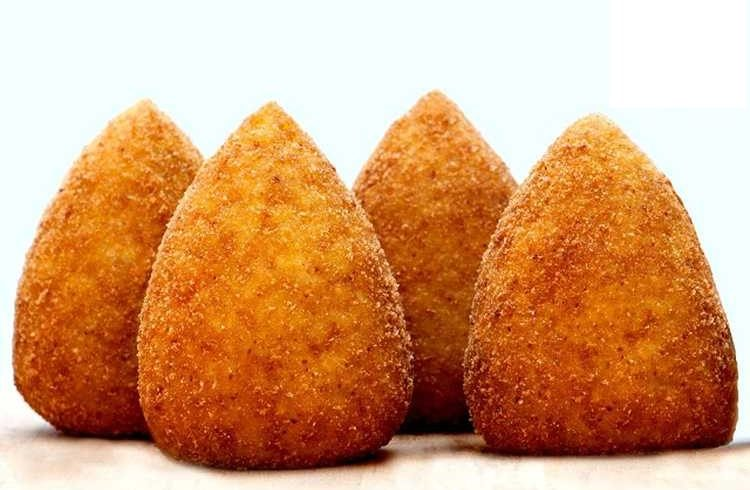
Arancini al sugo, uno dei piatti simbolo della città di Catania

La cucina catanese è la cucina tipica della città di Catania e delle zone limitrofe. Città di commerci e crocevia collocato tra l'Etna, il mare e la fertile "Piana", il capoluogo etneo ha una cucina di carattere eterogeneo, che sviluppa alcune specificità rispetto alla cucina siciliana e ne valorizza alcuni tratti. La composizione di varie influenze storiche, geografiche e culturali si manifesta anche in una sintesi tra una marcata natura popolare e di strada, pietanze tipiche di alcuni periodi dell'anno e di ricorrenze o feste religiose, e qualche tratto più signorile e aristocratico.
L'influente sito TasteAtlas.com colloca Catania al 21° posto nella classifica 2024/2025 delle migliori città enogastronomiche al mondo (classifica ottenuta analizzando più di 17.000 città).

## Street food

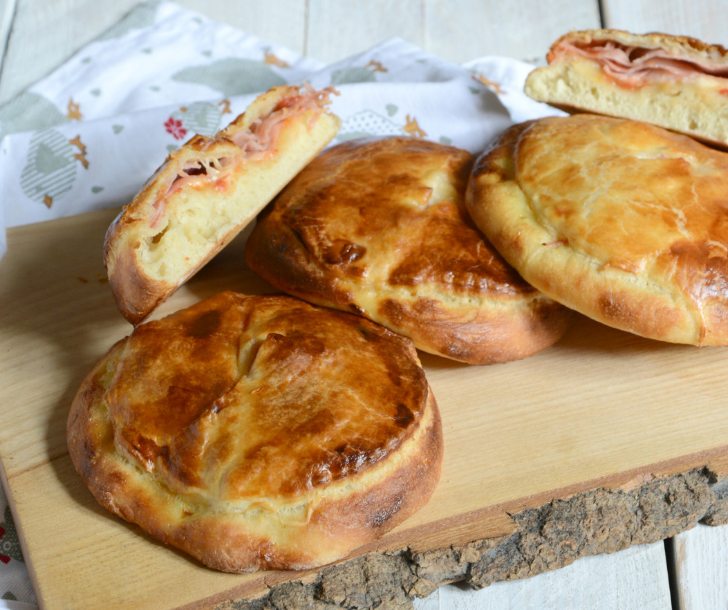
Bolognese, pietanza tipica della tavola calda catanese. In origine con un condimento di ragù di carne, da cui il nome, la sua variante oggi più diffusa è con pomodoro, prosciutto, mozzarella e uovo sodo.

A Catania il cibo da strada è una tradizione molto radicata e diffusa, vero e proprio perno della cucina locale. Partendo dalle basi più semplici, come nel caso di calia e simenza (semi di ceci e zucca tostati e salati), lo streetfood catanese è vario e a questa categoria possono essere ascritte pietanze iconiche come l'arancino (in siciliano arancinu), che nel capoluogo etneo è modellato a forma di cono (nella sia più diffusa variante detta "al sugo" oppure "al ragù") per ricordare le fattezze del vulcano, e le elaborazioni di carne di locali tipici come gli arrusti e mancia (arrostisci e mangia): carnezzerie che offrono soprattutto carne equina (specialmente "fettine" e "polpette" di cavallo) da consumare al volo. Catania ha ospitato anche un festival del cibo da strada, lo Street Food Festival.
Nei bar è estremamente ricca l'offerta di tavola calda, che raggiunge qui la più ampia varietà di tutta l'isola, con preparazioni specifiche del catanese come la cipollina, involto di pasta sfoglia con ripieno di prosciutto, pomodoro e cipolla; la bolognese, una soffice pizza farcita con pomodoro, mozzarella, prosciutto e uovo, coperta con una friabile e dorata pasta sfoglia, la bomba fritta o al forno, ripiena con prosciutto e formaggio, e preparazioni più comuni come cartocciate, pizzette, paté (involtini di pasta sfoglia ripieni di formaggio e prosciutto o verdure), siciliane (piccoli calzoni fritti ripieni di formaggio e acciughe o prosciutto), etc. Da citare le crispelle, morbidi impasti di pastella fritti in olio e ripieni di ricotta o acciughe, preparati in friggitorie che in molti casi preparano le pietanze in grosse marmitte ripiene d'olio collocate sul bordo strada. Sono da citare anche i cacocciuli arrustuti, carciofi arrostiti, riconoscibili dall'aroma e dal fumo delle griglie che li preparano a bordo strada.
Specie nel mercato storico della Pescheria viene consumato a quarumi, cioè trippa di vitello bollita, il sangeli, sangue di maiale cotto in budello, u mauru, un'alga edibile, lo zuzzu, gelatina di maiale, le alici o i gamberetti marinati. Tipici anche i frutti di mare come i ricci o i tradizionalissimi occh'i voi (occhi di bue), ossia gli abaloni, da consumare crudi spremendoci sopra il succo di limone. Non soltanto insediati nei sobborghi marini, ai venditori di fast food di una volta spettava la distribuzione di vaccareddi (le lumache) e di muccuni (morici), mangiati cotti o crudi in molte piazze popolari.
Fino ai primi anni Ottanta del Novecento vi erano i luppinari ambulanti che in grossi sacchi di juta vendevano i lupini salati nei quartieri della città (poi relegati alla vendita in spiaggia o ai caselli autostrali). Allo stesso modo accadeva di cibarsi di muluni (i classici cocomeri rossi), gustati un po' ovunque durante la stagione estiva, in installazioni con sedie, tavolini e forchettine. Alla Fera 'o luni di piazza Carlo Alberto si concentravano i venditori di alivi cunzati o in salamoia – le olive condite alla siciliana a poco prezzo –, avvolte in quotidiani e riviste settimanali a forma di imbuto, o consumate nelle putie (botteghe) in piazza Mazzini; poi diventate prodotti da salumeria, e in seguito da supermercato, vendute in involucri in plastica, o ancora servite nei chioschi-bar nell'orario dell'aperitivo oppure durante l'apericena assieme a salumi locali e casucavaddu (il formaggio caciocavallo).

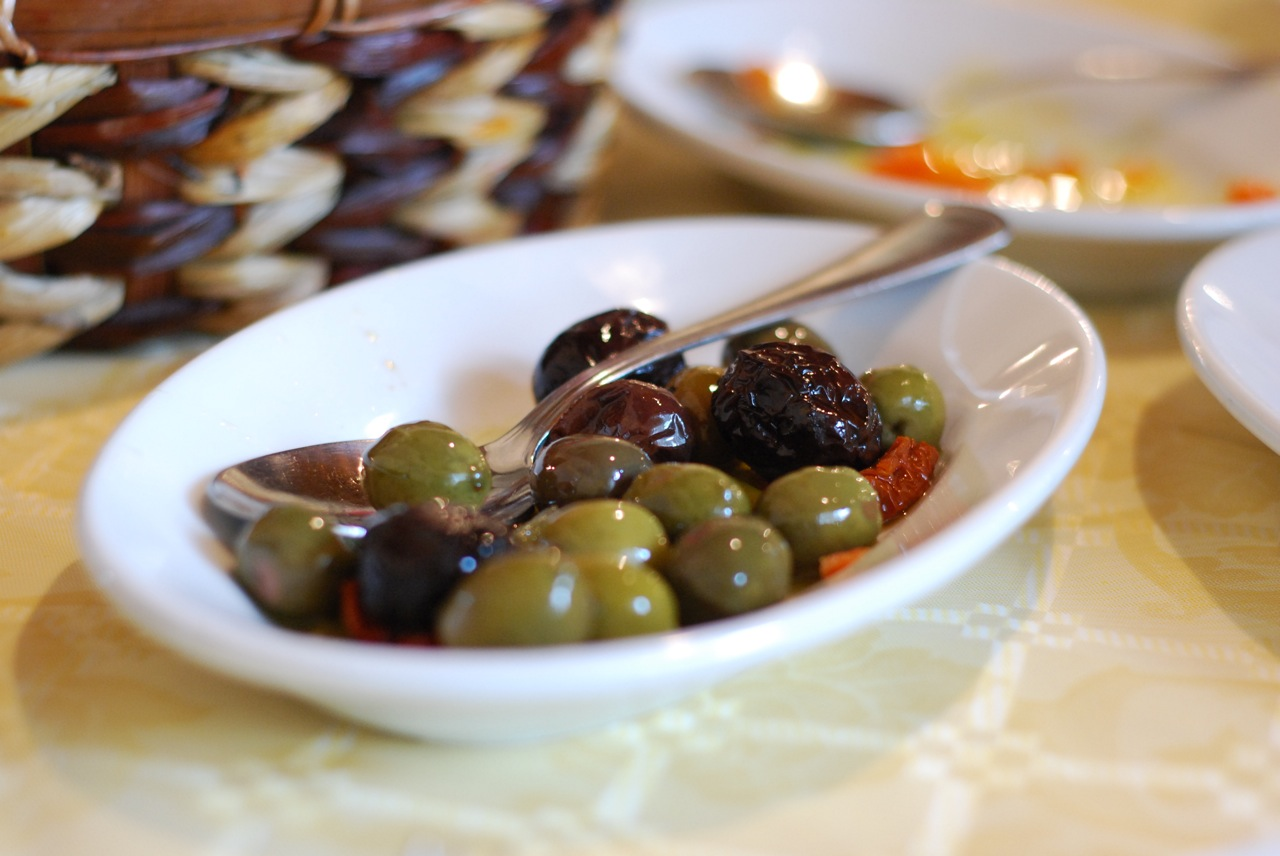
Alivi cunzati

Concentrati in alcune zone come il lungomare, e distribuiti per tutto il territorio cittadino e nell'hinterland, sono inoltre le paninerie ambulanti che preparano panini alla piastra con vari condimenti e salse, salsicce e le cipollate, da non confondere con le stigghiole palermitane.
Il 19 marzo, durante la festa di San Giuseppe, rivendite ambulanti, pasticcerie e panifici preparano puntualmente le crispelle di riso condite con il miele, una volta fatte in casa o distribuite nei conventi.
Il giorno di San Martino per l'11 novembre i castagnari propongono in ogni angolo di Catania 'i castagni arrustuti cu' sali rossu da assaggiare con un po' di vino rosso (sono caldarroste abbrustolite e condite con sale grosso che assumono il colore bianco), cucinate nei fuculari a forma cilindrica.

## Piatti tipici

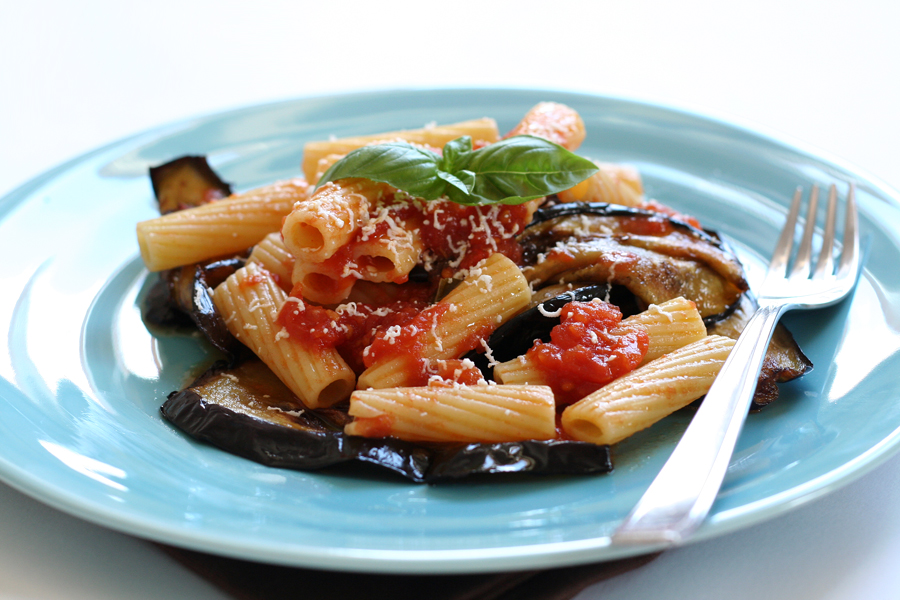
Pasta alla Norma

Il piatto simbolo della città di Catania è senza dubbio la pasta alla Norma, cioè pasta (generalmente corta, ma non esclusivamente) condita con salsa di pomodoro, melanzane fritte, ricotta salata e basilico. Prende il nome dall'omonima opera di Vincenzo Bellini, considerata la migliore dell'eccellente produzione operistica del compositore catanese.
Altri piatti tipici sono la pasta col nero di seppia (pasta cco niuru), il maccu, cioè purea di fave cucinata con o senza pasta, la parmigiana di melanzane, l'insalata di arance, le sarde a beccafico, la carne d'asina, la caponata, il falsomagro, i rocculi affucati e i bastaddi affucati, cioè, rispettivamente broccoli e cavolfiori stufati in tegame, e la cotoletta alla catanese, cioè passata nell'aceto prima dell'impanatura e della frittura. Molti di questi piatti, ovviamente, fanno parte ormai della cucina regionale e spesso si distinguono per alcune piccole varianti negli ingredienti, a seconda delle diverse aree della Sicilia.
Vengono consumate in famiglia e nei locali 'i puppetti di muccu (o di « neonato »), cioè le polpette piatte di bianchetti: l'impasto – preparato unendo il novellame di pesce con le uova, la farina, il formaggio grattugiato, il prezzemolo, il sale e il pepe –, viene diviso a porzioni con un cucchiaio, direttamente fritto in padella (o cotte al forno). Altro piatto casalingo di antica tradizione è  'a pasta ca' triaca, un piatto "povero" di ditali piccoli non rigati (o spaghetti pizziati, cioè tagliati) con i fagioli borlotti (spesso la qualità fagioli cranberry).
Menzione a parte merita la schiacciata (scacciata), una torta salata condita con formaggio tuma o altri condimenti e consumata soprattutto durante il periodo invernale, vera e propria regina delle feste natalizie a Catania.

## Prodotti locali

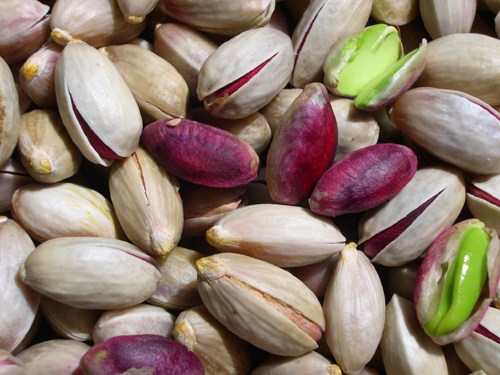
Il pregiato pistacchio di Bronte DOP

Tra i prodotti DOP e IGP di Catania e provincia ci sono le arance rosse di Sicilia, il pregiato pistacchio di Bronte, l'olio d'oliva extravergine, il ficodindia e le ciliegie dell'Etna, l'uva di Mazzarrone. Altri prodotti locali sono i funghi, il miele di Zafferana Etnea, i vini dell'Etna e le fragole di Maletto.

## Dolci

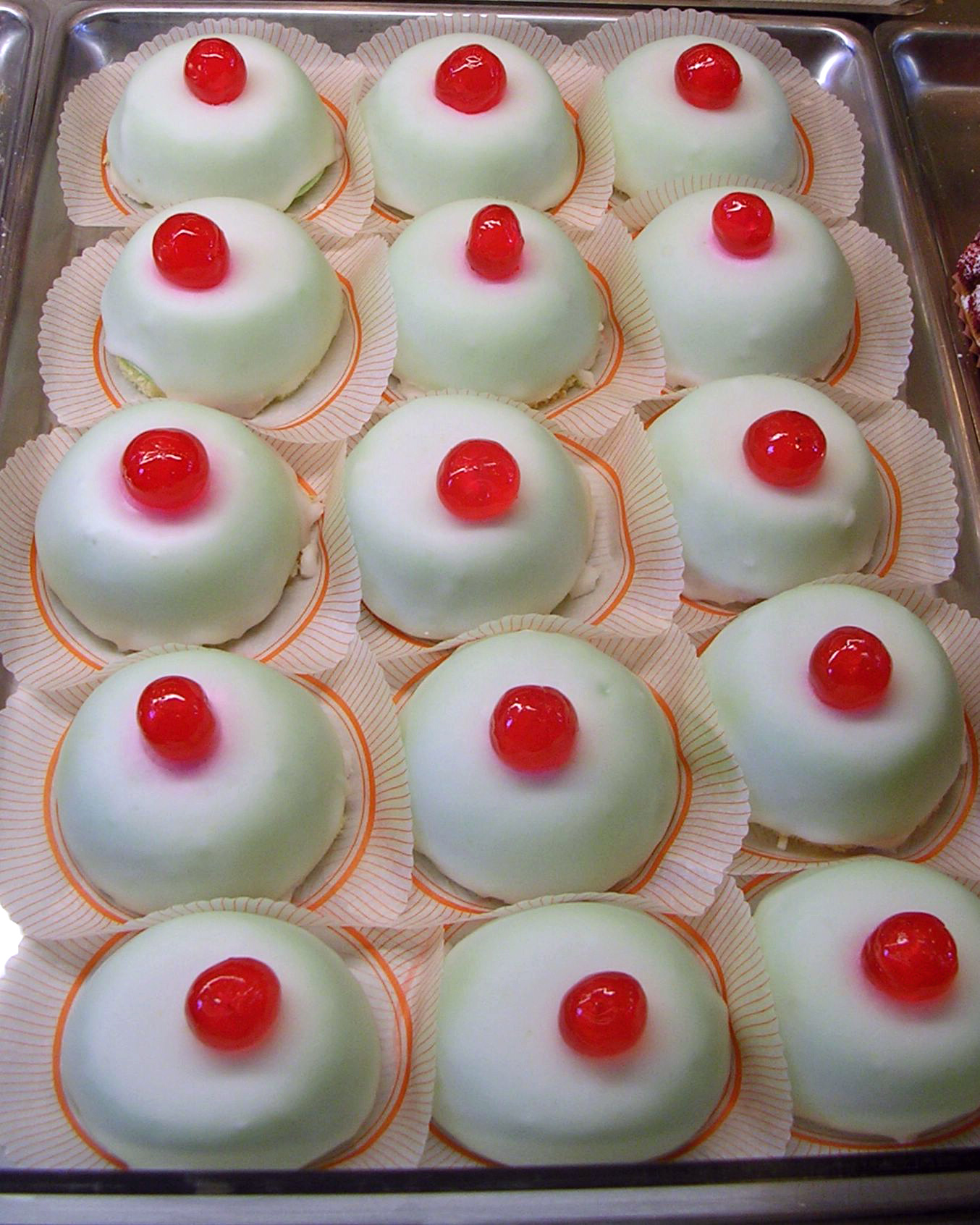
Minnuzze di Sant'Agata

Oltre ai dolci tipici della pasticceria siciliana, tra i quali spicca il cannolo siciliano che nella tradizione catanese è guarnito con scaglie di pistacchio (preferibilmente di Bronte) al posto dei canditi, quelli specifici della cucina catanese sono spesso legati a ricorrenze particolari o feste religiose. Per celebrare la sentitissima festa della patrona le pasticcerie catanesi preparano le cassatelle di Sant'Agata e le olivette di sant'Agata, legate al martirio della Santa. Legati alla santa e al carnevale sono  ' u turruni di Sant'Aita e 'u turruni gilato (Torrone gelato): quest'ultimo è un dolce particolarmente zuccherato, ricco di pasta di mandorla, marzapane, canditi e frutta secca (d'estate viene realizzata la variante che contiene un cremosissimo e fresco gelato).
Per Pasqua troviamo l'aceddi ccu l'ova, biscotto (o pane) modellato in forme fantasiose su cui sono adagiate uova sode non sgusciate, simbolo pasquale, che vengono poi cotte al forno insieme all'impasto; per la festa dei morti è abitudine consumare dolci di zucchero chiamati ossa di morto, le n'zuddi alla mandorla, i biscotti totò al cioccolato e le rame di Napoli di cioccolato, cosiddette in omaggio alle monete del Regno di Napoli. Le raviole fritte catanesi, tipiche del periodo di carnevale, si trovano ormai in tutto l'anno. Crispelle dolci, dette anche zeppole, ripiene di riso ed intinte nel miele, sono tipiche per la festa di San Giuseppe ma si trovano diffuse, ormai, durante tutto l'anno.
L'estate è il periodo della granita, altro simbolo della cucina catanese, di svariati gusti, tra cui sono particolarmente tipici mandorla e gelsi, rigorosamente servita con la brioscia cco tuppu, cioè una brioche sormontata da un pompon fatto della stessa pasta della brioche, da rimuovere e intingere nella granita. Tipici della città sono inoltre i biscotti della monaca, foggiati a forma di "S" e aromatizzati all'anice.
Sono numerosi, infine, i dolci da colazione presenti nei bar, tra cui spiccano i panzerotti ripieni di crema o cioccolato, le raviole alla ricotta fritte o al forno, la graffa fritta e passata nello zucchero semolato, l'iris fritto e ripieno di cioccolato.
Fanno parte della tradizione catanese, tra i dolci della domenica, i diplomatici, paste quadrate ricavate da una millefoglie; le spumiglie, a base di uova, meglio conosciute come meringhe; i ricci o tartufi neri, risultato di un impasto di pasta di mandorla e cioccolato fondente, insaporito di Cherry – un distillato di ciliegie –, quindi ridotti a forma sferica, ricoperti di granella al cioccolato; lo zuccotto a base di gelato; gli ‘Nzuddi di farina di mandorle, simili in parte al sapore dei savoiardi, con una mandorla sgusciata al centro, sono consigliati per l'inzuppo a colazione.
All'area catanese pedemontana (Biancavilla-Paternò-Adrano-Bronte) appartengono i tavulitteddi o tabelle siciliane, cioè biscotti o giammelle (ciambelle), morbidi da inzuppo, destinati ai bambini e agli anziani.

## I chioschi

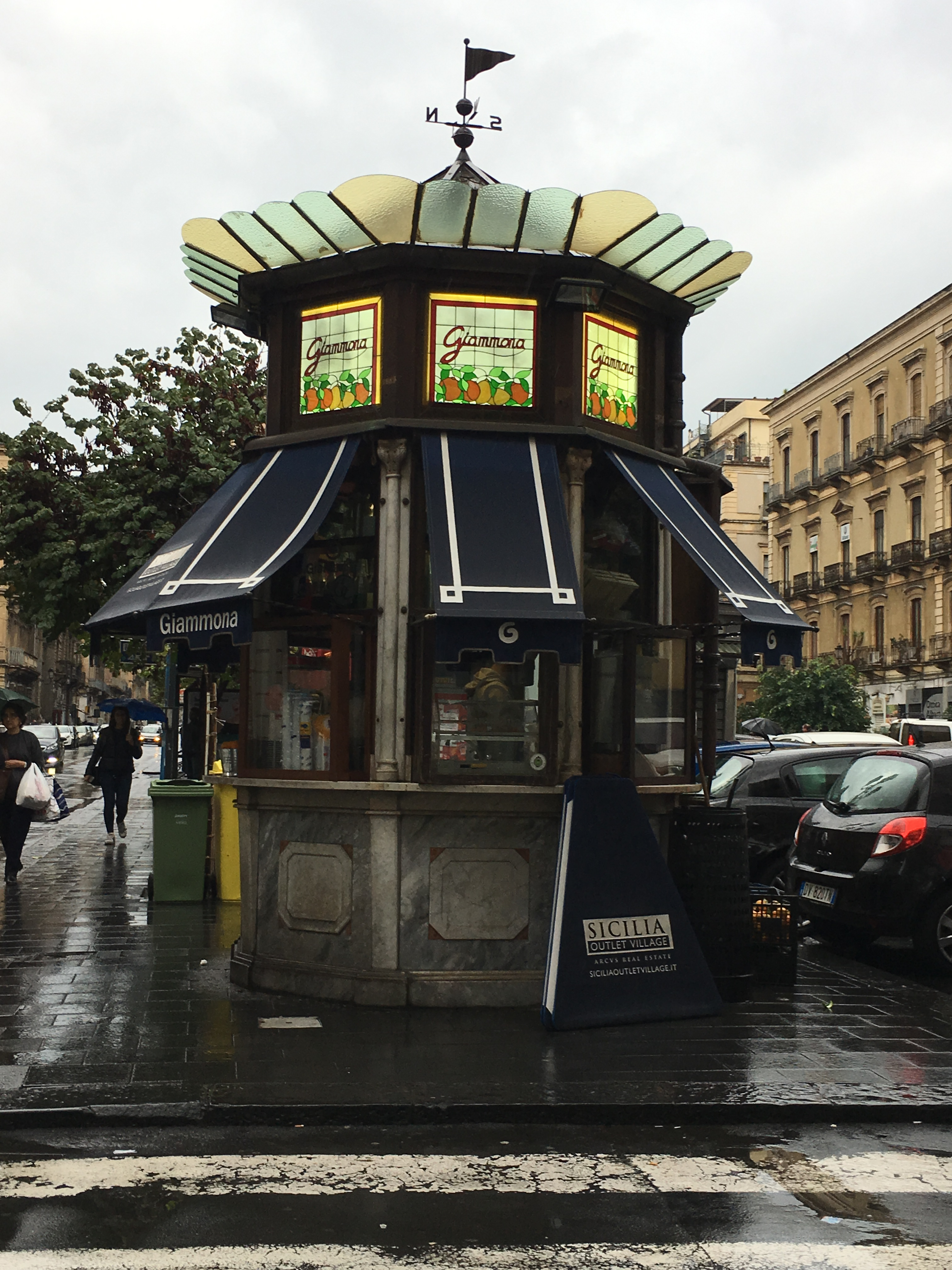
Chiosco Giammona in piazza Ettore Majorana, a Catania

Vera e propria istituzione cittadina i chioschi (ciospi) delle bibite: sono distribuiti per tutto il centro cittadino. La loro tradizione risale ai primi del Novecento e diversi hanno fattezze architettoniche degne di nota, soprattutto in stile Liberty. Le preparazioni principali sono il selz al limone e sale, il mandarino al limone, lo zammù, cioè l'anice, il completo, bibita di selz, anice, orzata e succo di limone, i vari sciroppi alla frutta, il misto frutta, con pezzi di frutta sciroppata, lo sciampagnino, il latte di mandorla, i frappé. Fra questi ultimi è da citare il frappé alla Nutella, preparato con la "brioscina Tomarchio", una merendina prodotta da un'industria locale molto consumata in zona; questo frappé fu inventato in un chiosco di piazza Roma da Pasqualino Merolda, detto "zio Lino", che riuscì persino a brevettare la sua ricetta. I chioschi servono anche bevande tipiche da bar come caffè, birre e spremute.

## Locali e vita notturna

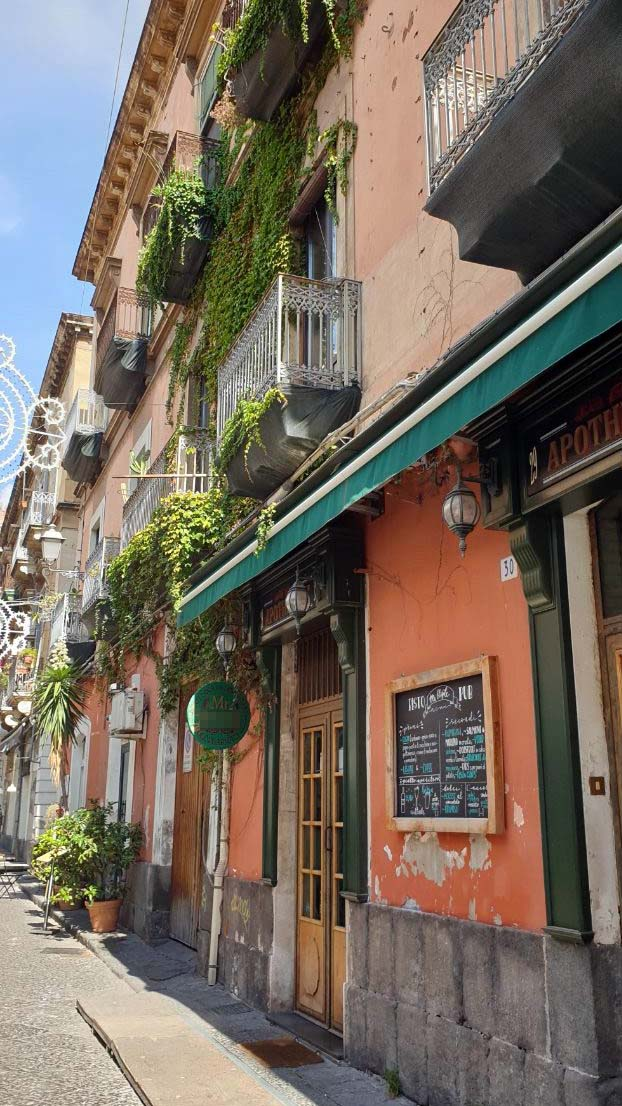
Un pub irlandese in Via S. Filomena, una delle vie della vita notturna cittadina.

A partire dagli anni '90 Catania ha vissuto una fioritura della vita notturna, con la nascita di una grande varietà di locali nelle zone del centro storico, soprattutto nelle zone intorno a piazza Vincenzo Bellini (detta piazza Teatro Massimo), Via Gemmellaro e il Castello Ursino. Accanto ai tipici esercizi della ristorazione del luogo sono sorti anche locali riconducibili a tradizioni da varie parti del mondo: non è raro trovare pub irlandesi accanto a trattorie tipiche, o locali di cucina etnica accanto ai tradizionali arrusti e mancia. In estate il centro storico è caratterizzato anche dai cosiddetti caffè concerto, ossia pub e bar che sistemano i tavoli all'aperto ed offrono anche un intrattenimento musicale, di musica leggera o pop/rock. Negli ultimi anni, sono nati diversi locali che reinterpretano la tradizione in chiave contemporanea, soprattutto in via Santa Filomena, una traversa di via Umberto I e via Pacini, in centro storico.